# 信州中野站
信州中野站（日语：／ Shinshunakano eki */?）是位於長野縣中野市西一丁目，長野電鐵的長野線車站。車站編號為N19。車站的廣告標語為「土人形之街」。

## 歷史
- 1923年（大正12年）3月26日 - 車站啟用[1]。
- 1974年（昭和49年）3月12日 - 隨著設置跨線橋，站內平交道廢止。
- 1979年（昭和54年）4月1日 - 結束貨物業務。
- 1989年（平成元年）10月 - 跨站式站房開始使用[1]。
- 2002年（平成14年）
  - 4月1日 - 河東線中的木島線廢止，河東線終點改為此站。
  - 9月18日 - 須坂至此站的河東線，此站至湯田中之間的山之內線變為長野線。
- 2012年（平成24年）4月1日 ‐ 除了早上下行1班列車外，所有普通列車需要在此站轉乘。

## 車站構造
車站是一座地面車站，設有2面2線相對式月台和1面2線的島式月台，共有3面4線的月台。此站為有人車站，設有跨站式站房。
包含特急列車在內所有列車靠停靠此站。
此站是河東線（木島線）的分支車站。在2002年河東線廢止後，1號月台不再使用，月台入口設有禁止進入牌。

### 月台
| 月台 | 路線           | 上下行         | 方向                 |
| ---- | -------------- | -------------- | -------------------- |
| 4    | ■長野線        | 下行           | 湯田中方向           |
| 3    | ■長野線        | 下行           | 湯田中方向           |
| 3    | ■長野線        | 上行           | 須坂、權堂、長野方向 |
| 2    | ■長野線        | 上行           | 須坂、權堂、長野方向 |
| 1    | （現在不使用） | （現在不使用） | （現在不使用）       |

最近車站大樓的月台是4號月台。

## 使用狀況
以下為近年1日平均乘車人次變化。
| 年度   | 一日平均 乘車人次 |
| ------ | ----------------- |
| 2000年 | 2,131             |
| 2001年 | 2,093             |
| 2002年 | 1,757             |
| 2003年 | 1,664             |
| 2004年 | 1,587             |
| 2005年 | 1,596             |
| 2006年 | 1,579             |
| 2007年 | 1,568             |
| 2008年 | 1,570             |
| 2009年 | 1,540             |
| 2010年 | 1,523             |
| 2011年 | 1,497             |
| 2012年 | 1,499             |
| 2013年 | 1,437             |
| 2014年 | 1,487             |
| 2015年 | 1,492             |
| 2016年 | 1,529             |
| 2017年 | 1,532             |
| 2018年 | 1,501             |

## 車站周邊
- 中野市政廳[1]
- 中野市立圖書館（日语：中野市立図書館）
- 中野陣屋·縣廳紀念館（日语：中野陣屋・県庁記念館）[1]
- 法運寺（日语：法運寺 (中野市)）
- 北信綜合醫院（日语：北信総合病院）[1]
- 長野縣中野立志館高等學校（日语：長野県中野立志館高等学校）[1]
- 信州中野郵局（日语：信州中野郵便局）
- 西友中野站前店

## 巴士路線
站前廣場設有長電巴士、中野市親睦巴士中野站巴士站。巴士站名稱與方向幕會省略「信州」，單以「中野站」表示。但是，高速巴士站名為「信州中野站」。
另外，除了下列巴士路線，也可乘坐中野市郊遊的士（事前需要預約）。

### 長電巴士
1號乘車處
- 上林線 - 前往湯田中站、澀溫泉（日语：渋温泉）、上林溫泉（日语：上林温泉）
- 立花線 - 前往立花站　（星期六、假日和12月29日 - 1月3日暫停服務）
- 永田、親川線 - 前往永田、親川

2號乘車處
- 高速巴士 湯田中、長野〜京都、大阪、神戶線 - 前往京都、大阪（梅田）、難波、三宮巴士總站、USJ　（與南海巴士（日语：南海バス）聯營）
- 菅線 - 前往菅、前往湯田中站　（星期六、假日和12月29日 - 1月3日暫停服務。前往湯田中站的班次每日3班）
- 合廳線 - 前往合同廳舎前、飯山站　（星期六、假日和12月29日 - 1月3日暫停服務）
- 中野木島線 - 前往立志館高校（日语：長野県中野立志館高等学校） / 飯山站　（前往飯山站的班次大約每小時1班）

### 親睦巴士
- 倭、科野地區 - 前往市政廳 / 岩井東　（星期六、假日和12月29日 - 1月3日暫停服務）
- 間山線 - 前往間山、溫泉公園（Ponpoko湯）　（星期六、假日和12月29日 - 1月3日暫停服務）

## 關於站名
為了避免與東京的「中野站」造成混淆，因此此站冠上了舊國名。在長野縣內冠上舊國名的站名會使用「信濃」而不是「信州」，此站是一個例外。在戰前，飯山鐵道（現時：飯山線）設有冠上「信州」的車站（包括了現時的信濃淺野站、信濃平站和信濃白鳥站），該鐵路線在國有化之際，當時的國鐵避免把車站名稱定為「○州」，因此全數改名，冠上「信濃」兩字。而此站繼續冠以「信州」。
除了鐵路以外，於1995年開業上信越自動車道信州中野交匯處是冠以「信州」兩字。在1997年，信濃中野郵局也改名為信州中野郵局。

## 相鄰車站
長野電鐵
■長野線
■A特急、■B特急
小布施（N15）－信州中野（N19）－湯田中（N24）
■普通
延德（N18）－信州中野（N19）－中野松川（N20）

### 曾經存在的路線
長野電鐵
■河東線
信州中野－中野北
※在廢止前，前往中野北方向的列車均從信州中野出發。

## 注腳
1. 1 2 3 4 5 6 7 8 9 10 11 12 13 14 15 16 17  信濃毎日新聞社出版部. . 信濃毎日新聞社. 2011-07-24: 283. ISBN 9784784071647 （日语）.
2. ↑  《中野市之統計》各年度版。

## 外部連結
- 信州中野站｜各站資訊 （页面存档备份，存于）（日語） - 長野電鐵